# Harlem Désir
Pour les articles homonymes, voir Désir.
Harlem Désir, né le 25 novembre 1959 à Paris, est un homme politique français.
Il se fait d'abord connaître dans les années 1980 en tant que militant associatif et président de SOS Racisme : il est alors particulièrement médiatisé en tant que figure de l'antiracisme en France. Il s'engage sur le plan électoral au début de la décennie suivante et intègre Génération écologie (GE), puis le Parti socialiste (PS). Il est député européen de 1999 à 2014. Premier secrétaire du Parti socialiste par intérim pendant la campagne pour la primaire présidentielle socialiste de 2011, il est élu à ce poste en octobre 2012. Le 9 avril 2014, ayant quitté le secrétariat général après le revers du PS aux élections municipales, il est nommé secrétaire d'État chargé des affaires européennes au sein des gouvernements Manuel Valls I et gouvernement Manuel Valls II et de celui de Bernard Cazeneuve.
Il est le représentant de l'Organisation pour la sécurité et la coopération en Europe (OSCE) pour la liberté des médias entre 2017 et 2020.

## Biographie

### Enfance, études et famille
Harlem Jean-Philippe Désir naît le 25 novembre 1959 à Paris. Son père, Jean-Marie Désir, d’ascendance martiniquaise, est alors directeur d'école, sympathisant communiste et anticolonialiste tandis que sa mère Nicole Duméry, d'origine vosgienne et juive,, est puéricultrice et syndicaliste CGT,,. Harlem Désir fait ses études à l'université Panthéon-Sorbonne où il obtient une licence de philosophie en 1983, à l'âge de 24 ans.
Sur le plan professionnel, il a travaillé comme animateur de radio sur Europe 1, salarié dans une maison d'édition, gérant d'un mensuel et coordinateur d’un réseau d’organismes européens de logement destinés aux jeunes.

### SOS Racisme

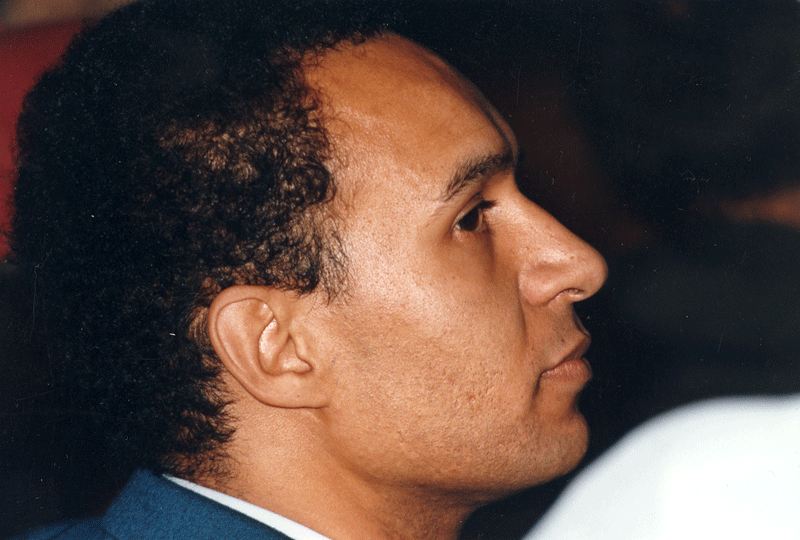
Harlem Désir en 1991.

Harlem Désir milite brièvement au sein des JCR, l'organisation de jeunesse de la Ligue communiste révolutionnaire,. Au début des années 1980, il s'engage dans le syndicat étudiant UNEF-ID ; il est membre du bureau national de 1983 à 1984 et salarié de la Mutuelle nationale des étudiants de France. En 1983, il est candidat sur les listes de Force ouvrière dans le Val-de-Marne, dans le cadre des élections à la Sécurité sociale.
Proche de Julien Dray, lui aussi issu de la LCR, Harlem Désir participe avec lui au club de réflexion Question socialiste, formé par d'anciens militants trotskistes se situant désormais à l'aile gauche du PS. Il devient en 1984 le président de l'association SOS Racisme, poste qu'il occupe jusqu'en 1992. Sa forte médiatisation fait de lui à l'époque une personnalité majeure du mouvement associatif. Pierre Bergé, sponsor de SOS Racisme, déclare alors : « Harlem Désir est un des moments de la conscience humaine. Il est aussi un des moments de l'honneur de la France ».
Sous la présidence de Harlem Désir, SOS Racisme est un mouvement très présent dans les médias, habitué des manifestations à grand spectacle — notamment des concerts de musique — et pratiquant un discours principalement basé sur des « valeurs de sympathie ». Initialement axé sur la promotion du métissage culturel, le discours d'Harlem Désir évolue avec les années vers une défense des droits de l'homme plus classiquement républicaine.
En 1987, il est l'invité de l'émission L'Heure de vérité, à laquelle il assure un succès d'audience, sa prestation étant considérée comme un « carton » en termes de communication politique. La notoriété d'Harlem Désir lui permet, à l'époque, d'être présenté comme un « porte-parole de la jeunesse » par certains médias, qui vont jusqu'à parler de « Génération Désir ». En 1990, il pousse SOS Racisme à prendre position contre la guerre du Golfe, ce qu'il considère a posteriori comme une erreur.

#### Condamnation judiciaire
De novembre 1986 à octobre 1987, il occupe la présidence de SOS Racisme tout en étant salarié par l'« Association régionale pour la formation et l'éducation des migrants », basée à Lille en tant que « formateur permanent » : il perçoit pour cet emploi fictif, un salaire mensuel net de 8 900 francs. Cela lui vaut d'être condamné, le 17 décembre 1998, à 18 mois de prison avec sursis et 30 000 francs d'amende pour recel d'abus de biens sociaux. Harlem Désir aurait également bénéficié d'une amnistie de François Mitterrand concernant une dette de 80 000 francs au Trésor public, relative à des amendes de stationnement (décision de justice du 9 mai 1992) alors qu'il était président de SOS Racisme.

### Carrière politique

#### Débuts
Après avoir quitté SOS Racisme en 1992, Harlem Désir fonde un éphémère parti politique appelé d'abord Le Mouvement, puis Mouvement action égalité, qui se transforme quelques mois plus tard en club de réflexion lorsqu'Harlem Désir adhère à Génération écologie. Il se présente sous les couleurs de Génération écologie aux élections législatives de 1993 dans la onzième circonscription des Yvelines ; après avoir obtenu 6,84 % des voix au premier tour, il refuse d'appeler à voter pour le candidat socialiste au second.
Six mois plus tard, en décembre 1993, il rejoint le Parti socialiste, dont il intègre le bureau national en 1994. Il est alors membre du courant Gauche socialiste.
En 2003, il est nommé responsable national pour l'Europe, rejoignant, aux côtés de Julien Dray, la majorité du parti.
Parallèlement, il est nommé membre du Conseil économique et social, de 1989 à 1994, puis de 1997 à 1999.

#### Au Parlement européen

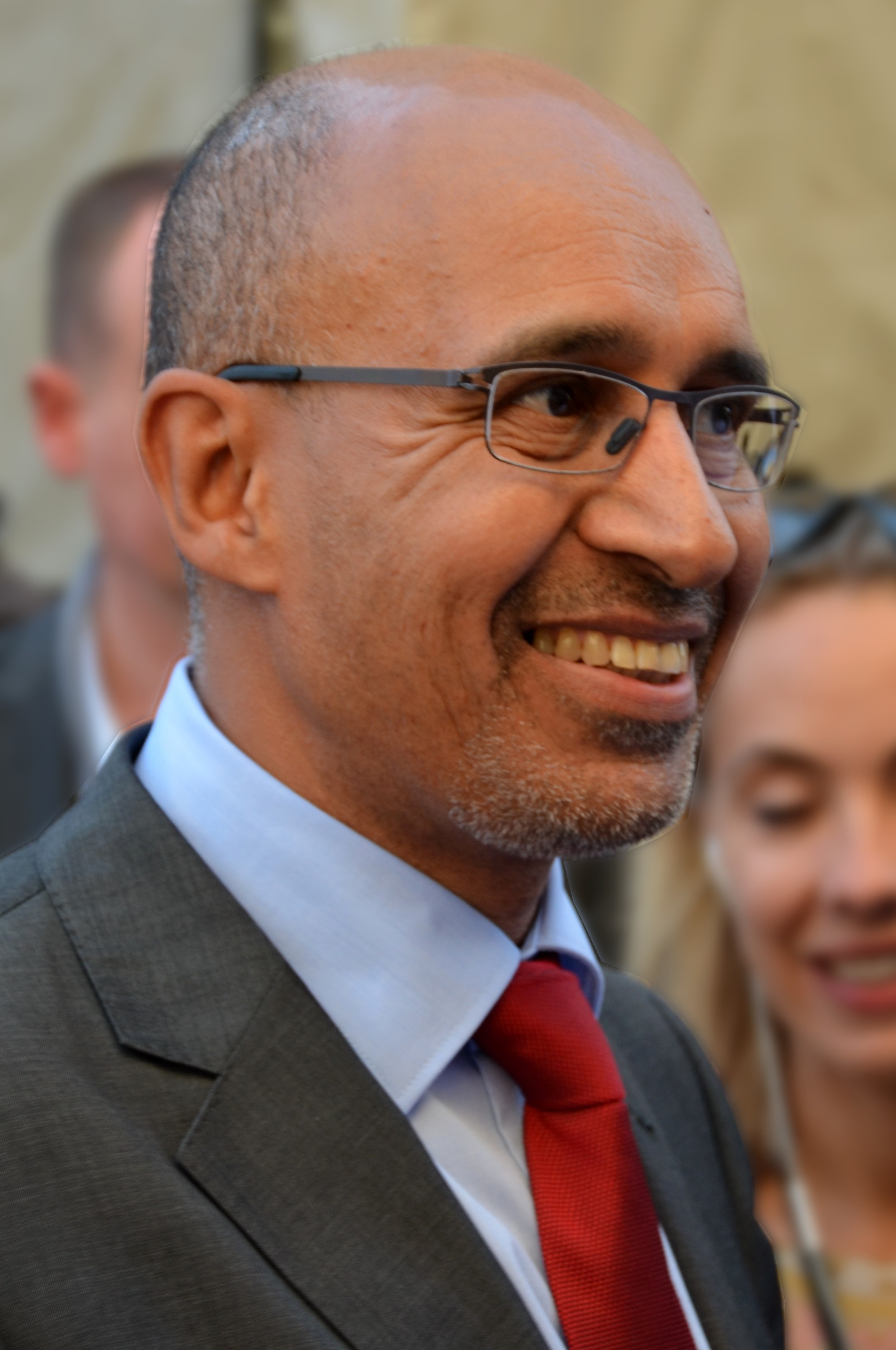
Harlem Désir en 2012.

Il se présente une nouvelle fois sans succès, à l'élection législative dans la 10e circonscription de la Seine-Saint-Denis, en 1997. Deux ans plus tard, il obtient son premier mandat, comme député européen. En 2001, il est élu conseiller municipal d'opposition à Aulnay-sous-Bois. Lors des élections européennes de 2004, il est tête de liste du PS pour la région Île-de-France ; réélu avec 25,03 % des voix exprimés, il est promu vice-président du groupe parlementaire du Parti socialiste européen.
Au cours de son mandat de député européen, il se spécialise sur les questions de mondialisation. Il se rend chaque année au Forum social mondial et est à l'origine (en tant que président de l'intergroupe « taxation du capital » au Parlement européen) d'un amendement en faveur d’une taxe Tobin qui stipule que le Parlement européen « invite les participants au Sommet sur le développement durable à étudier les possibilités d’instaurer une taxe sur les transactions financières, afin, entre autres, de donner des moyens financiers supplémentaires aux pays en développement de lutter contre la pauvreté et de soutenir des mesures favorisant leur développement social et économique ». Cet amendement est alors rejeté de 17 voix (176 voix pour, 193 contre et 15 abstentions), dont à une grande majorité des élus des groupes de droite PPE et libéraux et de quelques élus d'extrême gauche).
En 2009, il conduit à nouveau la liste du PS dans la circonscription Île-de-France ; il est réélu député européen (sa liste recueille 13,58 % des voix en recul de 11,45 points par rapport à 2004).
Selon le site votewatch.eu qui recense l’assiduité des parlementaires européens, Harlem Désir a au cours de son mandat réalisé 26 propositions de résolutions (ce qui le classe au 212e rang sur 766 députés), rédigé une déclaration écrite (263e), posé 14 questions parlementaires (601e), amendé 12 rapports (660e) et participé à 50,15 % des votes de l’assemblée européenne (752e).

#### Au sein du Parti socialiste
Favorable au « oui » lors du référendum interne au PS puis national du 29 mai 2005, Harlem Désir critique avec véhémence les partisans du « non » et l'association ATTAC dont, sans être membre, il a été l'un des relais parlementaires.
Pour autant, il ne rompt pas les liens noués avec le mouvement altermondialiste mais s'éloigne de sa composante néo-communiste et souverainiste, que représentait à ses yeux la direction d'ATTAC.
Lors du congrès de Reims du Parti socialiste de 2008, Harlem Désir soutient la candidature de Bertrand Delanoë. Après l'élection de Martine Aubry à la fonction de première secrétaire, il est nommé secrétaire national chargé de la coordination, un poste considéré comme celui de « numéro deux » du PS. Il est, cependant, nettement moins médiatisé que dans les années 1980, au point de faire parfois figure d'homme politique « austère ».
Après l'annonce de la candidature à la primaire socialiste de la première secrétaire du Parti socialiste Martine Aubry, Harlem Désir, no 2 du parti, est nommé le 30 juin 2011 premier secrétaire délégué du PS et président du Conseil national d'organisation des primaires (CNOP) par le conseil politique. Il assume dès lors la direction du parti jusqu'à la fin de la primaire, le 16 octobre 2011.
Le 27 mai 2012, il annonce sa candidature à la succession de Martine Aubry à la tête du PS. Le 12 septembre suivant, il est désigné, par Martine Aubry et le Premier ministre Jean-Marc Ayrault, pour être le premier signataire de la motion que ces derniers soutiennent. Depuis la précédente réforme statutaire, il est donc le seul candidat possible de cette motion au poste de premier secrétaire du Parti socialiste lors de l'élection prévue le 18 octobre, une semaine après le vote sur les motions. Le passé judiciaire d'Harlem Désir tout comme le mode de désignation, qualifié d'« obscur » voire « nord-coréen », sont critiqués au sein même du PS,. Lors du vote du 18 octobre 2012, il est élu premier secrétaire du parti face à Emmanuel Maurel, avec 72,5 % des voix des adhérents et un taux de participation de 46,5 %. Il est investi officiellement le 28 octobre suivant, lors du congrès du parti à Toulouse.
Le mandat d'Harlem Désir à la tête du Parti socialiste lui vaut d'être critiqué par divers élus du parti, qui le jugent insuffisamment présent. Initialement soutenu par plusieurs dirigeants du PS comme Jean-Christophe Cambadélis, Harlem Désir apparaît de plus en plus isolé au fil des mois. Il lui est également reproché diverses erreurs de communication, notamment au moment de l'affaire Leonarda, où il prend une position en porte-à-faux vis-à-vis de celle de François Hollande,. Les médias jugent également sévèrement sa direction du PS, le journal Le Monde la qualifiant de « calamiteuse gouvernance ».

#### Au sein du gouvernement
Un an et demi après son arrivée à la tête du Parti socialiste et dix jours après le revers dudit parti aux élections municipales, Harlem Désir, nommé le 9 avril 2014 secrétaire d'État chargé des Affaires européennes dans le gouvernement Valls I, quitte la tête du PS. Selon un sondage réalisé en avril 2014, plus de trois Français sur quatre désapprouveraient cette nomination, opinion défavorable partagée également par les sympathisants du PS,.
En 2016, il est épinglé par le magazine Challenges qui le présente comme un secrétaire d'État peu adapté à sa tâche et va jusqu'à se demander « à quoi sert Harlem Désir ? ».
Pendant la primaire citoyenne de 2017, il soutient Manuel Valls.
À la suite de la nomination de Matthias Fekl au ministère de l'Intérieur, en raison de la démission de Bruno Le Roux, Harlem Désir se voit également confier le portefeuille du Commerce extérieur et du Tourisme.

### À l'OSCE
Le 19 juillet 2017, Harlem Désir est nommé au poste de représentant de l'Organisation pour la sécurité et la coopération en Europe (OSCE), pour la liberté des médias. Ce poste, qui correspond à celui de sous-secrétaire général de l'ONU, est rémunéré plus de 122 000 euros par an, sans imposition sur ce revenu. Il quitte son poste en 2020 puis rejoint une ONG.

### Vie privée
Il épouse, en 1985, Marianne Sauterey, secrétaire du groupe socialiste à l'Assemblée nationale dont il divorce en 1988. Il a ensuite deux enfants avec la journaliste Anna Angeli, fille de Claude Angeli, dirigeant du Canard enchaîné[réf. nécessaire].
À son arrivée dans le gouvernement en 2014, il déclare un patrimoine de 48 442 euros.

## Synthèse des résultats électoraux

### Élections législatives
| Année | Parti | Parti | Circonscription             | 1er tour | 1er tour | 1er tour | 2d tour | 2d tour | 2d tour | Issue |
| Année | Parti | Parti | Circonscription             | Voix     | %        | Rang     | Voix    | %       | Rang    | Issue |
| ----- | ----- | ----- | --------------------------- | -------- | -------- | -------- | ------- | ------- | ------- | ----- |
| 1993  |       | GÉ    | 11e des Yvelines            | 7 068    | 6,84     | 7e       |         |         |         | Battu |
| 1997  |       | PS    | 10e de la Seine-Saint-Denis | 6 285    | 21,36    | 3e       | 12 137  | 37,94   | 2e      | Battu |

### Élections européennes
Les résultats ci-dessous concernent uniquement les élections où il est tête de liste.
| Année | Parti   | Parti | Circonscription | Voix    | %     | Rang   | Sièges |
| ----- | ------- | ----- | --------------- | ------- | ----- | ------ | ------ |
| 2004  |         | PS    | Île-de-France   | 685 193 | 25,03 | 1er    | 5 / 14 |
| 2009  | 379 908 | PS    | Île-de-France   | 13,58   | 3e    | 2 / 13 |        |

## Publications
- Touche pas à mon pote, Éditions Grasset, 1985  (ISBN 2-246-36421-3)
- SOS Désirs, 1987  (ISBN 2-7021-1670-1)
- La situation et le devenir des associations à but humanitaire, Direction des Journaux officiels, 1994  (ISBN 2-11-073636-4)rapport du Conseil économique et social présenté par Harlem Désir
- D'où je viens, où l'on va, Jean-Claude Gawsewitch, 2010  (ISBN 978-2-35013-216-7)

### Participation à des ouvrages collectifs
- Pour la république sociale : La gauche socialiste dans ses textes, Éditions L'Harmattan, 1997  (ISBN 2-7384-5514-X)
- De l'immigration à l'intégration : Repérages, Actes Sud, 1997  (ISBN 2-7427-1214-3)Écrit avec Jean-Louis Bianco, Stéphane Hessel et le Club du mardi.
- Sept jours dans la vie d'Attika, Ramsay, 2000  (ISBN 2-84114-508-5)Écrit avec Julien Dray, Gérard Filoche, Marie-Noëlle Lienemann et Jean-Luc Mélenchon.